# 南岩街道
南岩街道，是中华人民共和国江西省上饶市弋阳县下辖的一个乡镇级行政单位。原为南岩镇。2021年3月16日，撤镇设街道，以原南岩镇行政区域为南岩街道管辖范围。行政区划代码为361126003。

## 行政区划
南岩街道下辖以下地区：
南岩社区、龙门湖社区、宝峰村、栗桥村、光辉村、南岩村、贞畈村、叶坝村、水南村、旗山村和旗山分场生活区。